# Natalia Bólotova
Natalia Dugarnimayevna Bólotova (en ruso: Наталья Дугарнимаевна Болотова; Tsagan-Olui, URSS, 9 de marzo de 1963) es una deportista rusa que compitió en tiro con arco, en la modalidad de arco recurvo.
Ganó una medalla de plata en el Campeonato Mundial de Tiro con Arco al Aire Libre de 1993, tres medallas en el Campeonato Europeo de Tiro con Arco al Aire Libre entre los años 1994 y 2002, y una medalla de bronce en el Campeonato Europeo de Tiro con Arco en Sala de 1996.
Participó en dos Juegos Olímpicos de Verano, en los años 2000 y 2004, ocupando el sexto lugar en Sídney 2000, en la prueba individual.

## Palmarés internacional
| Campeonato Mundial al Aire Libre | Campeonato Mundial al Aire Libre | Campeonato Mundial al Aire Libre | Campeonato Mundial al Aire Libre |
| Año                              | Lugar                            | Medalla                          | Prueba                           |
| -------------------------------- | -------------------------------- | -------------------------------- | -------------------------------- |
| 1993                             | Antalya (Turquía)                | Medalla de plata                 | Equipo                           |
| Campeonato Europeo al Aire Libre |                                  |                                  |                                  |
| Año                              | Lugar                            | Medalla                          | Prueba                           |
| 1994                             | Nymburk (República Checa)        | Medalla de oro                   | Equipo                           |
| 2000                             | Antalya (Turquía)                | Medalla de plata                 | Individual                       |
| 2002                             | Oulu (Finlandia)                 | Medalla de oro                   | Equipo                           |
| Campeonato Europeo en Sala       |                                  |                                  |                                  |
| Año                              | Lugar                            | Medalla                          | Prueba                           |
| 1996                             | Mol (Bélgica)                    | Medalla de bronce                | Equipo                           |